# Jessa Duggar
Jessa Lauren Seewald  (nacida Duggar; Tontitown, 4 de noviembre de 1992) es una personalidad de la televisión estadounidense. Es conocida por ser parte del elenco del reality show de TLC 19 Kids and Counting. Ha coescrito Growing Up Duggar: It's All About Relationships junto a sus hermanas Jana Duggar, Jinger Duggar, y Jill Dillard.

## Primeros años y educación
Jessa Lauren Duggar nació en Tontitown, Arkansas, es la quinta hija de James Robert "Jim Bob" Duggar y Michelle Annette Duggar (nacida Ruark). Tiene 4 hermanos mayores y 14 hermanos más jóvenes. Duggar estudió en casa de niña.

## Carrera

### Televisión
Duggar empezó su vida pública como miembro de la familia presentada en el documental 14 Children and Pregnant Again (2004) el cual habla sobre la vida diaria de la familia desde "la hora en que se levantan" hasta "la hora en que se van a dormir". El documental se emitió en Discovery Health Channel. Otro documental, Raising 16 Children se produjo por el mismo canal en 2006,  cuando la hermana de Duggar, Johannah nació. Este documental fue seguido por On the Road with 16 Children sobre un viaje de la familia a través del país.
El 29 de septiembre de 2008, 19 Kids and Counting (anteriormente 18 Kids and Counting y 17 Kids and Counting) empezó a emitirse como una serie regular basada en la familia Duggar.

### Libro
Junto a tres de sus hermanas, Duggar coescribió Growing up Duggar, un libro publicado por Howard Books, en 2014. El libro describe cómo crecieron el hogar Duggar, sus relaciones sociales, y sus creencias religiosas.

## Vida personal

### Matrimonio y familia
El 16 de septiembre de 2013, Duggar empezó un cortejo con Ben Seewald y este se anunció de forma oficial en la página web de la familia.  La pareja se conoció a través de su iglesia. El 15 de agosto de 2014, la pareja anunció su compromiso; se casaron el 1 de noviembre de 2014.
El 21 de abril de 2015, Seewald anunció en Twitter que estaba esperando a su primer hijo, el cual nació el 5 de noviembre de 2015 y recibió el nombre de Spurgeon Elliot Seewald.
En agosto de 2016 anunciaron que Jessa está de nuevo embarazada de su segundo hijo. El 6 de febrero de 2017 Seewald dio a luz a su segundo hijo y recibió el nombre de Henry Wilberforce Seewald.
El 10 de enero de 2019, la pareja anunció que esperaban su tercer hijo. Jessa dio a luz a una niña el 26 de mayo de 2019 y recibió el nombre de Ivy Jane Seewald. 
En otoño de 2020 sufrió un aborto espontáneo. 
En febrero de 2021, la pareja anunció en Instagram que esperaban su cuarto hijo. Jessa dio a luz a una niña el 18 de julio de 2021 y recibió el nombre de Fern Elliana Seewald.
En diciembre de 2022 sufrió un aborto espontáneo. 
El 9 de septiembre de 2023, la pareja anunció en sus redes sociales, que esperaban su quinto hijo. Jessa dio a luz a un niño el 19 de diciembre de 2023 y recibió el nombre de George Agustine Seewald.

### Víctima de abuso sexual
En una entrevista de junio de 2015 en The Kelly File, Seewald se identificó a sí misma como una de las chicas de las que su hermano mayor, Josh Duggar, abusó sexualmente cuando él era adolescente. Ella describió el abuso como «toque inapropiado», diciendo que ocurrió mientras dormía y «estaba completamente vestida». Seewald declaró que ella se dio cuenta del abuso después de que sus padres le contaran lo que había ocurrido seguidamente de la confesión de su hermano. Describiendo el abuso como «muy erróneo», desacreditó a aquellos que se referían a su hermano como «pederasta, pedófilo o violador... Eso es tan exagerado y una gran mentira». A raíz de que saliese a la luz el informe policial que describía el abuso mientras ella era menor de edad, Seewald dijo: «El sistema estaba configurado para proteger a los niños... Ha fallado enormemente».